# Lucky Red
La Lucky Red è una società di distribuzione e produzione cinematografica italiana, fondata a Roma da Andrea Occhipinti nel 1987.

## Storia
Fondata nel 1987 da Andrea Occhipinti, la società acquista e distribuisce film considerati d'essai, premiati e passati attraverso festival cinematografici importanti come il Festival di Cannes e di Berlino.
A partire dal 2005 Lucky Red ha curato la distribuzione italiana dei film d'animazione dello Studio Ghibli, distribuendo a partire da quell'anno l'intera filmografia dello studio al cinema o in home video e realizzando nuovi doppiaggi per i titoli già distribuiti in precedenza da altre società.
Nel 2006, la Lucky Red amplia il suo listino, e con il marchio Key Films distribuisce film più commerciali, adatti alle multisale. Nella stagione 2008/2009 la Lucky Red ottiene diversi riconoscimenti grazie a The Millionaire, Valzer con Bashir e The Wrestler.
Nel 2014, per il suo eccellente operato nella distribuzione, Lucky Red ha ricevuto il David Speciale dall’Accademia del Cinema Italiano; l’anno successivo, in riconoscimento della sua attività produttiva, la European Film Academy l’ha premiata con lo European Film Award – Prix Eurimages.
Nel 2019, insieme a Cinema Undici, la Lucky Red ha vinto il David di Donatello come Miglior Produttore per il film Sulla mia pelle. 
È socio di maggioranza relativa di Circuito Cinema, che gestisce la programmazione di sale cinematografiche su tutto il territorio nazionale. Insieme a Indigo Film, Lucky Red ha fondato True Colours, società che vende film, serie e documentari.
Nel 2020 Lucky Red ha fondato la piattaforma MioCinema.

## Filmografia parziale
- In the mood for love, regia di Wong Kar-wai (2000)
- Nella tana dei lupi 2 - Pantera, regia di Christian Gudegast (2025)
- We Live in Time - Tutto il tempo che abbiamo, regia di John Crowley (2024)
- A different man, regia di Aaron Schimberg (2024)
- Il dono più prezioso, regia di Michel Hazanavicius (2024)
- Queer, regia di Luca Guadagnino (2024) - 2025
- L'amore che non muore (L'Amour ouf), regia di Gilles Lellouche (2024) - 2025